# Oclusiva velar sonora
A oclusiva velar sonora é um tipo de fone consonantal empregado em alguns idiomas. O símbolo deste som tanto no alfabeto fonético internacional quanto no X-SAMPA é g. Este som ocorre no português em palavras como "galo" ou "guerra".
Algumas línguas possuem a plosiva pré-velar sonora,  que se articula ligeiramente mais frontalmente em comparação com o local de articulação da plosiva velar prototípica, embora não tão frontal quanto a plosiva palatina prototípica. 
Por outro lado, algumas línguas têm a plosiva pós-velar sonora, que é articulada ligeiramente atrás do local de articulação da plosiva velar prototípica, embora não tão atrás quanto a plosiva uvular prototípica.

## Símbolo
O símbolo no Alfabeto Fonético Internacional que representa este fonema é ⟨ɡ⟩, e o símbolo X-SAMPA equivalente é g. Estritamente, o símbolo AFI é o chamado G  de um andar, mas o G de dois andares é considerado uma alternativa aceitável. O caractere Unicode U+0067 g LATIN SMALL LETTER G é renderizado como um G  de um andar ou um G de dois andares, dependendo da fonte; o caractere U+0261 ɡ LATIN SMALL LETTER SCRIPT G é sempre um G de um andar, mas geralmente está disponível apenas em fontes com o bloco de caracteres Unicode IPA Extensions.

## Características
- Sua forma de articulação é oclusiva, ou seja, produzida pela obstrução do fluxo de ar no trato vocal.[1]
- Como a consoante também é oral, sem saída nasal, o fluxo de ar é totalmente bloqueado e a consoante é uma plosiva.
- Seu local de articulação é velar, o que significa que se articula com a parte posterior da língua (dorso) no palato mole.
- Sua fonação é sonora, o que significa que as cordas vocais vibram durante a articulação.
- É uma consoante oral, o que significa que o ar só pode escapar pela boca.
- É uma consoante central, o que significa que é produzida direcionando o fluxo de ar ao longo do centro da língua, em vez de para os lados.
- O mecanismo da corrente de ar é pulmonar, o que significa que é articulado empurrando o ar apenas com os pulmões e o diafragma, como na maioria dos sons.

## Ocorrência
| Língua              | Língua              | Palavra             | AFI                                                                     | Significado           | Notas |
| ------------------- | ------------------- | ------------------- | ----------------------------------------------------------------------- | --------------------- | --- |
| Abcaz               | Abcaz               | ажыга/ažyga         | [aˈʐəɡa]                                                                | Pá                    | |
| Adigue              | Shapsug             | гьэгуалъэ/g'ègwal"è | [ɡʲaɡʷaːɬa]ⓘ                                                            | Brinquedo             | Dialetal. Corresponde a [d͡ʒ] em outros dialetos.                                                                                     |
| Adigue              | Temirgoy            | чъыгы/ č"ygy        | [t͡ʂəɡə]ⓘ                                                                | Árvore                | Dialetal. Corresponde a [ɣ] em outros dialetos.                                                                                      |
| Albanês             | Albanês             | gomar               | [ˈɡomaɾ]                                                                | Asno                  | |
| Árabe               | Marroquino          | أݣادير/'agaadiir    | [ʔaɡaːdiːr]                                                             | Agadir                | |
| Árabe               | Tunisino            | ڨفصة‎/gafs'a         | [ɡɑfsˤɑ]ⓘ                                                               | Gafsa                 | ⟨ڨ⟩ também usado na Argélia. |
| Árabe               | Hejazi              | قم/gamar            | [ɡamar]                                                                 | Lua                   | Corresponde a [q] em árabe clássico e moderno.                                                                                       |
| Árabe               | Najdi               | قم/gamar            | [ɡəmar]                                                                 | Lua                   | Corresponde a [q] em árabe clássico e moderno.                                                                                       |
| Árabe               | Saidi               | قم/gamar            | [ɡɑmɑr]                                                                 | Lua                   | Corresponde a [q] em árabe clássico e moderno.                                                                                       |
| Árabe               | Iemenita            | قال/gaal            | [gæːl]                                                                  | (Ele) falou           | Pronúncia de ⟨ق⟩ no dialeto San'ani no Norte e no Centro e Hadhrami no Oriente.                                                      |
| Árabe               | Iemenita            | جمل/gamal           | [gæmæl]                                                                 | Camelo                | Pronúncia de ⟨ج⟩ nos dialetos Ta'izzi-Adeni no sul e Tihami no oeste.                                                                |
| Árabe               | Egípcio             | راجل/raagel         | [ˈɾɑːɡel]                                                               | Homem                 | Pronúncia padrão de ⟨ج⟩ e corresponde a /dʒ/, /ʒ/ ou /ɟ/ eu outras pronúncias.                                                       |
| Armênio             | Oriental            | գանձ/gandz          | [ɡɑndz]ⓘ                                                                | Tesouro               | |
| Assíria neoaramaica | Assíria neoaramaica | gana                | [ɡaːna]                                                                 | Próprio               | Usado principalmente no koine iraquiano. Corresponde a [dʒ] em Urmia, alguns dialetos de Tyari e Jilu.                               |
| Azeri               | Azeri               | qara                | [ɡɑɾɑ]                                                                  | Preto                 | |
| Basco               | Basco               | galdu               | [ɡaldu]                                                                 | Perder                | |
| Bengali             | Bengali             | গান/gan              | [ɡan]                                                                   | Canção                | Contrasta com forma aspirada. |
| Búlgaro             | Búlgaro             | гора/gora           | [ɡora]                                                                  | Madeira               | |
| Catalão             | Catalão             | gros                | [ɡɾɔs]                                                                  | Grande                | |
| Chinês              | Min do sul          | 我/ góa             | [ɡua]                                                                   | Eu                    | Apenas em fala casual. |
| Chinês              | Wu                  | 狂/ woã             | [ɡuɑ̃]                                                                   | Louco                 | |
| Chinês              | Xiang               | 共/ wong            | [ɡoŋ]                                                                   | Junto                 | |
| Chechen             | Chechen             | говр/govr           | [ɡovr]                                                                  | Cavalo                | |
| Tcheco              | Tcheco              | gram                | [ɡram]                                                                  | Grama                 | |
| Holandês            | Todos os dailetos   | zakdoek             | [ˈzɑɡduk]ⓘ                                                              | Tecido                | Alofone de /k/, ocorrendo apenas antes de 3 consoantes expressas em palavras nativas.                                                |
| Holandês            | Padrão              | zakdoek             | [ˈzɑɡduk]ⓘ                                                              | Tecido                | Alofone de /k/, ocorrendo apenas antes de 3 consoantes expressas em palavras nativas.                                                |
| Holandês            | Muitos falantes     | goal                | [ɡoːɫ]ⓘ                                                                 | Objetivo, gol         | Apenas em palavras emprestadas. Alguns falantes pode realizar como [ɣ] ~ [ʝ] ~ [χ] ~ [x] (como um ⟨g⟩ holandês normal), ou como [k]. |
| Holandês            | Amelands            | goëd                | [ɡuə̯t]                                                                  | Bom                   | |
| Inglês              | Inglês              | gaggle              | O ficheiro de áudio "gaggle-pronunciation-audio.ogg" não foi encontrado | Palrar                | |
| Esperanto           | Esperanto           | bongusta            | [bonˈgusta]                                                             | Gostoso               | |
| Filipino            | Filipino            | gulo                | [ɡulɔ]                                                                  | Guerra                | |
| Francês             | Francês             | gain                | [ɡɛ̃]                                                                    | Ganhos                | |
| Georgiano           | Georgiano           | გული/guli           | [ˈɡuli]                                                                 | Coração               | |
| Alemão              | Alemão              | Lüge                | [ˈlyːɡə]                                                                | Metira                | |
| Grego               | Grego               | γκάρισμα / gkárisma | [ˈɡɐɾizmɐ]                                                              | Zurro de burro        | |
| Guzerate            | Guzerate            | ગાવું/gāvu             | [gaːʋʊ̃]                                                                 | Cantar                | |
| Hebraico            | Hebraico            | גב/gav              | [ɡav]                                                                   | Costas                | |
| Hindustâni          | Hindustâni          | गाना / گانا           | [ɡɑːnɑː]                                                                | Música                | Contrasta com forma aspirada. |
| Húngaro             | Húngaro             | engedély            | [ɛŋɡɛdeːj]                                                              | Permisão              | |
| Irlandês            | Irlandês            | gaineamh            | [ˈɡanʲəw]                                                               | Areia                 | |
| Italiano            | Italiano            | gare                | [ˈɡäːre]                                                                | Competições           | |
| Japonês             | Japonês             | 外套 / gaitō        | [ɡaitoː]                                                                | Sobretudo             | |
| Cabardiano          | Baslaney            | гьанэ/ k'anė        | [ɡʲaːna]ⓘ                                                               | Camisa                | Dialetal. Corresponde a [dʒ] em outros dialetos.                                                                                     |
| Kagayanen           | Kagayanen           | kalag               | [kað̞aɡ]                                                                 | Espírito              | |
| Coreano             | Coreano             | 메기 /megi          | [meɡi]                                                                  | Peixe-gato            | |
| Lituano             | Lituano             | garai               | [ɡɐrɐɪ̯ˑ]                                                                | Gás                   | |
| Luxemburguês        | Luxemburguês        | agepack             | [ˈɑɡəpaːk]                                                              | [tradução necessária] | Mais frequentemente [k]. |
| Macedônio           | Macedônio           | гром/grom           | [ɡrɔm]                                                                  | Trovão                | |
| Malaio              | Malaio              | guni                | [ɡuni]                                                                  | Saque                 | |
| Marata              | Marata              | गवत                 | [ɡəʋət]                                                                 | Grama                 | |
| Nepali              | Nepali              | गाउँ                  | [ɡä̃ũ̯]                                                                   | Vila                  | Contrasta com forma aspirada. |
| Norueguês           | Norueguês           | gull                | [ɡʉl]                                                                   | Outro                 | |
| Oriá                | Oriá                | ଗଛ/gacha            | [ɡɔtʃʰɔ]                                                                | Árvore                | Contrasta com forma aspirada. |
| Persa               | Persa               | گوشت/gušt           | [guʃt]                                                                  | Carne                 | |
| Polonês             | Polonês             | gmin                | [ɡmʲin̪]ⓘ                                                                | Plebes                | |
| Português           | Português           | língua              | [ˈɫĩɡwɐ]                                                                | Língua                | |
| Panjabi             | Panjabi             | ਗਾਂ/gaa               | [ɡɑ̃ː]                                                                   | Vaca                  | |
| Romeno              | Romeno              | gând                | [ɡɨnd]                                                                  | Pensamento            | |
| Russo               | Russo               | голова/golova       | [ɡəɫɐˈva]ⓘ                                                              | Cavalo                | |
| Servo-croata        | Servo-croata        | гост/gost           | [gȏ̞ːs̪t̪]                                                                 | Convidado             | |
| Eslovaco            | Eslovaco            | miazga              | [ˈmjäzɡä]                                                               | Linfa                 | |
| Somali              | Somali              | gaabi               | [ɡaːbi]                                                                 | Encolher              | |
| Espanhol            | Espanhol            | gato                | [ˈɡät̪o̞]                                                                 | Gato                  | |
| Suaíli              | Suaíli              | giza                | [ˈɡīzɑ]                                                                 | Escuridão             | |
| Sueco               | Sueco               | god                 | [ɡuːd̪]                                                                  | Gostoso               | Pode ser um aproximante na fala |
| Turco               | Turco               | salgın              | [säɫˈɡɯn]                                                               | Epidemia              | |
| Ucraniano           | Ucraniano           | ґанок/g̀anok         | [ˈɡɑn̪ok]                                                                | Varanda               | |
| Galês               | Galês               | gwyn                | [ɡwɪn] or [ɡwɨ̞n]                                                        | Branco                | |
| Frísio ocidental    | Frísio ocidental    | gasp                | [ɡɔsp]                                                                  | Fivela (n.)           | |
| Yi                  | Yi                  | ꈨ/gge              | [ɡɤ˧]                                                                   | Escutar               | |
| Zapoteco            | Tilquiapano         | gan                 | [ɡaŋ]                                                                   | Vai poder, poderá     | Dependendo do falante e cuidado na fala, [ɡ] pode virar [ɣ]                                                                          |